# Corpus Fontium Historiae Byzantinae
Das Corpus Fontium Historiae Byzantinae (CFHB) ist ein internationales Gemeinschaftsprojekt zur Erschließung, Editierung und Kommentierung der historischen Quellen der byzantinischen Geschichte zwischen dem 4. und 15. Jahrhundert. Ziel dieser Publikationen ist es, der modernen Forschung die Werke historischer Autoren in aufbereiteter Form zugänglich zu machen. Das ursprünglich von Berthold Rubin angeregte Corpus erscheint seit 1967 unter der Gesamtleitung der „Association Internationale des Études Byzantines“ (AIEB) bzw. ihrer jeweiligen nationalen Zweige.

## Bände und Reihen
In den einzelnen Bänden finden sich einleitend Bemerkungen zum Verfasser der Quelle, zu den überlieferten Handschriften und dem eigentlichen, übersetzten und kommentierten Text. Häufig werden neben der Übersetzung auch der Originaltext und einige Faksimiles beigefügt. Die Bände des CFHB werden, entsprechend ihrem Erscheinungsort, in verschiedene nationale Reihen eingeordnet:
- Series Atheniensis (Athen)
- Series Berolinensis (Berlin)
- Series Italica (Italien)
- Series Parisiensis (Paris)
- Series Thessalonicensis (Thessaloniki)
- Series Vindobonensis (Wien)
- Series Washingtonensis (Washington, D.C., Dumbarton Oaks)

## Beispiele
- Ein byzantinisches Militärhandbuch des 6./7. Jahrhunderts:

Pseudo-Maurikios (Flavius Mauricius Tiberius): Strategicon [Das Strategikon des Maurikios], übers. von Ernst Gamillscheg, hrsg. von George T. Dennis, Wien 1981 (= CFHB Series Vindobonensis Bd. 17).
- Das Geschichtswerk des byzantinischen Historiographen Agathias von Myrina:

Agathias: Historiarium [The Histories], übers. von Joseph D. Frendo, Berlin 1975 (Englische Übersetzung, CFHB Series Berolinensis Bd. 2a).